# Contoderopsis luzonica
Contoderopsis luzonica är en skalbaggsart som beskrevs av Stefan von Breuning 1970. Contoderopsis luzonica ingår i släktet Contoderopsis och familjen långhorningar.
Artens utbredningsområde är Filippinerna. Inga underarter finns listade i Catalogue of Life.